# Lliga cèltica de rugbi 2021-2022
La Lliga cèltica de rugbi 2021-2022 és la temporada 2021-2022 de la Lliga cèltica de rugbi on el vigent campió són el Leinster Rugby que defensa el títol conservat la temporada passada. S'inicià el 24 de setembre del 2021 i acabarà el 18 de juny del 2022.

## fase preliminar
| Clubs                  | BRT     | Bulls   | CB      | CR      | ER      | GW      | LR      | Lions   | S       | MR      | NGD     | O       | Shks    | St      | UR      | Z      |
| ---------------------- | ------- | ------- | ------- | ------- | ------- | ------- | ------- | ------- | ------- | ------- | ------- | ------- | ------- | ------- | ------- | ------ |
| Benetton Rugby Treviso |         |         |         |         | 28 – 27 | 19 – 18 |         |         |         |         |         | 26 – 29 |         | 22 – 18 |         |        |
| Bulls                  |         |         |         |         |         |         |         |         |         |         |         |         |         |         |         |        |
| Cardiff Blues          |         | 19 – 29 |         | 33 – 21 |         |         |         |         |         |         | 31 – 29 |         | 23 – 17 |         |         |        |
| Connacht Rugby         |         | 34 – 7  |         |         |         |         |         |         |         |         | 22 – 35 | 46 – 18 |         |         | 36 – 11 |        |
| Edinburgh Rugby        | 24 – 10 | 17 – 10 |         |         |         |         |         |         | 26 – 22 |         |         |         |         | 20 – 20 |         |        |
| Glasgow Warriors       |         |         |         |         |         |         | 15 – 31 | 13 – 9  |         |         | 33 – 14 |         | 35 – 24 |         |         |        |
| Leinster Rugby         |         | 31 – 3  |         | 47 – 19 |         |         |         |         | 50 – 15 |         |         |         |         |         | 10 – 20 | 43 – 7 |
| Lions                  |         |         |         |         |         |         |         |         |         |         |         |         |         |         |         |        |
| Scarlets               | 34 – 28 |         |         |         |         |         |         | 36 – 13 |         | 13 – 43 |         |         |         |         |         |        |
| Munster Rugby          |         |         |         | 20 – 18 |         |         |         |         |         |         |         |         | 42 – 17 | 34 – 18 |         |        |
| Newport Gwent Dragons  |         |         |         |         | 14 – 30 |         | 6 – 7   |         |         |         |         | 23 – 27 |         | 10 – 24 |         |        |
| Ospreys Rugby          |         |         | 18 – 14 |         |         |         |         |         |         | 18 – 10 |         |         | 13 – 27 |         | 19 – 13 |        |
| Sharks                 |         | 30 – 16 |         |         |         |         |         |         |         |         |         |         |         |         |         |        |
| Stormers               |         |         |         |         |         |         |         | 19 – 37 |         |         |         |         |         |         |         |        |
| Ulster Rugby           | 28 – 8  |         |         |         |         | 35 – 29 |         | 26 – 10 |         |         |         |         |         |         |         |        |
| Zebre                  |         |         |         |         | 10 – 27 | 6 – 17  |         | 26 – 38 |         |         |         |         |         |         | 3 – 36  |        |